# پی‌یرو لولی
پی‌یرو لولی (ایتالیایی: Piero Lulli؛ ۱ فوریه ۱۹۲۳ – ۲۳ ژوئن ۱۹۹۱) یک بازیگر اهل ایتالیا بود.
از فیلم‌هایی که وی در آن نقش داشته‌است، می‌توان به شورش گارد پرتورین، زورو، انتقام‌جو، خشم آشیل، اولیس، جایی برای مردن پیدا کن، عشق نازی کمپ ۳۷، آنا، شکار غم‌انگیز، ترانه بهار ، به من می‌گویند هیچ‌کس، داستان عشق، مسیر نفرت و گلادیاتور رم اشاره کرد.